# Emilio Colombo
Emilio Colombo (Potenza, Itàlia 1920 - Roma, Itàlia 2013) fou un diplomàtic i polític italià que a més de participar activament en la política del seu país, d'on fou Primer Ministre d'Itàlia entre 1970 i 1972, també fou president del Parlament Europeu entre els anys 1977 i 1979.

## Biografia
Va néixer el 14 d'abril de 1920 a la ciutat de Potenza, població situada a la regió italiana de Basilicata.

## Política italiana
El 1946 fou escollit membre del Parlament italià per primera vegada. Membre del partit demòcrata cristià, va arribar a ocupar diversos càrrecs en el gabinet ministerial. L'any 1970 fou nomenat Primer Ministre d'Itàlia, en coalició amb el Partit Socialista, el Partit Socialista Demòcrata italià i el Partit Republicà italià, càrrec que ocupà fins al 1972. El març de 1971, la sortida del Partit Republicà del govern de Colombo marcà el seu inici cap a la fi, i provocà que Colombo esdevingués Ministre de Justícia després de la renúncia d'Oronzo Reale.
Entre 1980 i 1983 ocupà la cartera de Ministre d'Afers Estrangers sota els governs de Francesco Cossiga, Arnaldo Forlani, Giovanni Spadolini i Amintore Fanfani. Posteriorment, entre 1992 i 1993, tornà a acceptar aquest càrrec sota el govern de Giuliano Amato.
Una dècada després que deixés el seu càrrec el President d'Itàlia Carlo Azeglio Ciampi el va nomenar senador vitalici. Al novembre de 2003, al cap de poc d'haver rebut aquest honor, va sorprendre a l'opinió pública, a l'admetre ser un consumidor freqüent de cocaïna, tot i que va especificar que ho feia "amb una finalitat terapèutica".

## Política europea
Fou escollit diputat europeu l'any 1976, càrrec que conservà fins al 1980, i novament entre 1989 i 1992. Durant la seva estada al Parlament Europeu fou nomenat president d'aquesta cambra entre els anys 1977 i 1979.
L'any 1979 fou guardonat amb el Premi Internacional Carlemany, concedit per la ciutat d'Aquisgrà, en recomeixement dels seus actes en favor de la unitat europea.